# واكاماتسو-كو
واكاماتسو-كو (باليابانية: 若松区) هو حي في اليابان، يقع في كيتاكيوشو، بلغ عدد سكانه 81,482 نسمة وذلك حسب إحصائيات سنة 2017، تبلغ مساحته 68.28 كيلومتر مربع.

## معرض صور

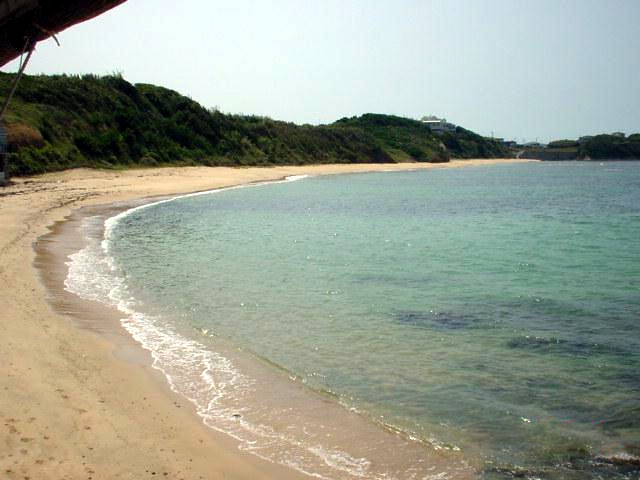
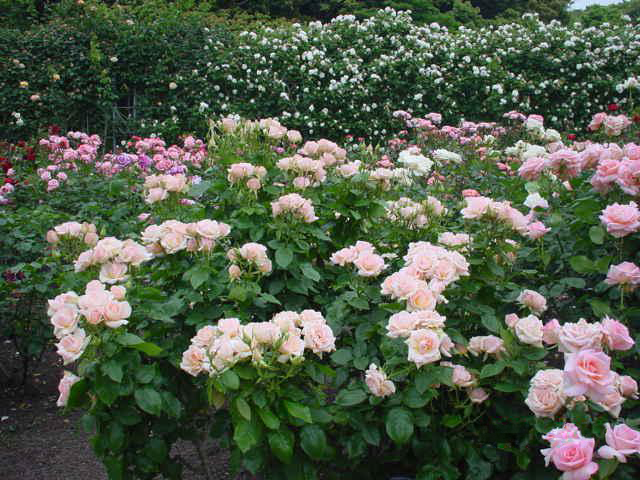
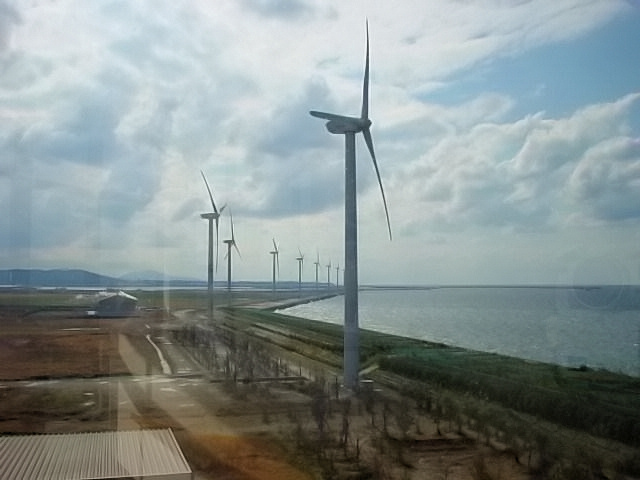
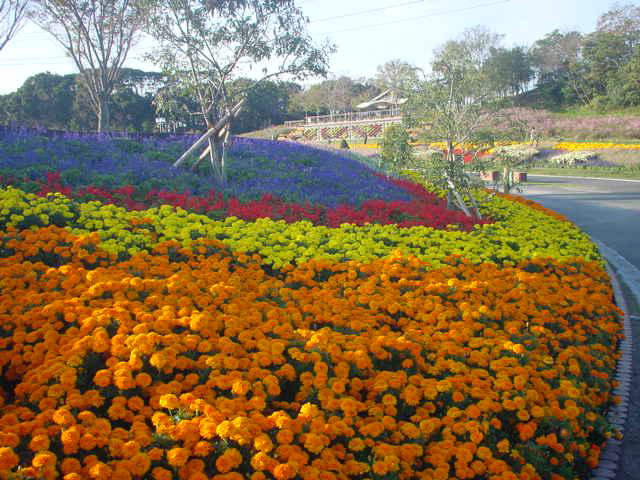

## أعلام
- دايجو ماتسوي
- أريسا موراتا